# Поясниково
Поясниково (рос. Поясниково) — присілок в Шимському районі Новгородської області Російської Федерації.
Населення становить 4 особи. Входить до складу муніципального утворення Подгоське сільське поселення.

## Історія
Від 2004 року входить до складу муніципального утворення Подгоське сільське поселення.

## Населення
| 2010 |
| ---- |
| 4    |